# Steve Southerland
William Steve Southerland II (Nashville, 10 ottobre 1965) è un politico statunitense, membro della Camera dei Rappresentanti per lo stato della Florida dal 2011 al 2015.

## Biografia
Nato a Nashville ma cresciuto in Florida, dopo il college Southerland andò a lavorare nell'attività di famiglia, un'antica agenzia di pompe funebri. Venne anche nominato membro del Florida Board of Funeral Directors dal governatore della Florida.
Nel 2010 Southerland si candidò alla Camera dei Rappresentanti con il Partito Repubblicano e riuscì a vincere la nomination del partito. Nelle elezioni generali affrontò il deputato democratico in carica da sette mandati Allen Boyd e riuscì a sconfiggerlo con il 52% delle preferenze. Fu poi riconfermato per un secondo mandato nel 2012, tuttavia nel 2014 venne sconfitto di misura dall'avversaria democratica Gwen Graham e lasciò la Camera.
Sposato con Susan, Southerland ha quattro figli ed è membro della National Rifle Association of America.